# Creuzier-le-Vieux
Creuzier-le-Vieux – miejscowość i gmina we Francji, w regionie Owernia-Rodan-Alpy, w departamencie Allier.

## Demografia
Według danych na rok 1990 gminę zamieszkiwało 2751 osób, a gęstość zaludnienia wynosiła 242 osoby/km². W styczniu 2015 r. Creuzier-le-Vieux zamieszkiwało 3446 osób, przy gęstości zaludnienia wynoszącej 303,1 osób/km².